# Championnat du Luxembourg de football 1921-1922
Navigation
Saison précédente Saison suivante
La saison 1921-1922 du Championnat du Luxembourg de football était la 12e édition du championnat de première division au Luxembourg. Huit clubs sont regroupés au sein d'une poule unique où ils se rencontrent deux fois, à domicile et à l'extérieur. En fin de saison, les deux derniers du classement sont relégués et remplacés par les deux meilleurs clubs de Promotion d'Honneur, la deuxième division luxembourgeoise.
C'est le club de Fola Esch qui remporte le titre en terminant en tête du classement final avec 2 points d'avance sur l'Union Luxembourg et 6 sur le trio composé du tenant du titre, la Jeunesse d'Esch, du Sporting Club Luxembourg et du Stade Dudelange. C'est le 3e titre de champion du Luxembourg de l'histoire du club.
En outre, une nouvelle compétition est mise en place par la fédération : la Coupe du Luxembourg. La première édition voit la victoire d'un club de Promotion d'Honneur, le Racing Club Luxembourg, qui bat en finale la Jeunesse d'Esch.

## Les 8 clubs participants
| - Sporting Club Luxembourg - The National Schifflange - Promu de Division d'Honneur - Red Boys Differdange - Jeunesse d'Esch - Fola Esch - Stade Dudelange - Union Luxembourg - Tricolore Muhlenweg - Promu de Division d'Honneur |

## Compétition

### Classement
Le barème utilisé pour établir le classement est le suivant :
- Victoire : 2 points
- Match nul : 1 point
- Défaite, forfait ou abandon : 0 point

| Rang | Équipe                   | Pts | J  | G  | N | P  | Bp | Bc | Diff |  | Résultats (▼ dom., ► ext.) | Fol | Uni | Jeu | Spo | Dud | Dif | Muh | Sch |
| ---- | ------------------------ | --- | -- | -- | - | -- | -- | -- | ---- |  | -------------------------- | --- | --- | --- | --- | --- | --- | --- | --- |
| 1    | CS Fola Esch             | 22  | 14 | 10 | 2 | 2  | 48 | 24 | +24  |  | CS Fola Esch               |     | 3-1 | 5-4 | 3-2 | 5-0 | 3-1 | 8-1 | 5-1 |
| 2    | Union Luxembourg         | 20  | 14 | 9  | 2 | 3  | 46 | 21 | +25  |  | Union Luxembourg           | 4-3 |     | 4-2 | 3-0 | 1-1 | 4-0 | 7-2 | 7-0 |
| 3    | Jeunesse d'Esch (T)      | 16  | 14 | 8  | 0 | 6  | 50 | 30 | +20  |  | Jeunesse d'Esch (T)        | 7-1 | 2-3 |     | 2-1 | 4-1 | 3-2 | 3-1 | 6-0 |
| 4    | Sporting Club Luxembourg | 16  | 14 | 7  | 2 | 5  | 43 | 26 | +17  |  | Sporting Club Luxembourg   | 1-1 | 1-1 | 4-1 |     | 3-0 | 4-1 | 2-1 | 5-2 |
| 5    | Stade Dudelange          | 16  | 14 | 6  | 4 | 4  | 26 | 24 | +2   |  | Stade Dudelange            | 1-1 | 3-1 | 3-2 | 6-1 |     | 2-2 | 3-0 | 0-0 |
| 6    | Red Boys Differdange     | 13  | 14 | 6  | 1 | 7  | 31 | 28 | +3   |  | Red Boys Differdange       | 1-4 | 3-1 | 2-1 | 2-1 | 1-3 |     | 6-1 | 4-0 |
| 7    | Tricolore Muhlenweg (P)  | 5   | 14 | 2  | 1 | 11 | 17 | 65 | -48  |  | Tricolore Muhlenweg (P)    | 0-3 | 1-8 | 0-9 | 3-9 | 3-1 | 2-1 |     | 2-2 |
| 8    | National Schifflange (P) | 4   | 14 | 1  | 2 | 11 | 10 | 53 | -43  |  | National Schifflange (P)   | 0-3 | 0-1 | 3-4 | 0-9 | 0-2 | 1-5 | 1-0 |     |

## Bilan de la saison
| Championnat du Luxembourg de football 1921-1922 |                          |
| Champion                                        | Fola Esch (3e titre)     |
| Coupes et trophées                              |                          |
| Vainqueur de la Coupe du Luxembourg 1921-1922   | Racing Club Luxembourg   |
| Promotions et relégations                       |                          |
| Promus en Première Division                     | Racing Club Luxembourg   |
| Promus en Première Division                     | SC Tétange               |
| Relégués en Division d'Honneur                  | The National Schifflange |
| Relégués en Division d'Honneur                  | Tricolor Muhlenweg       |